# Resolution 658 des UN-Sicherheitsrates
Die Resolution 658 des UN-Sicherheitsrates ist eine Resolution, die der Sicherheitsrat der Vereinten Nationen in seiner 2929. Sitzung am 27. Juni 1990 einstimmig beschloss. Unter Hinweis auf die Resolution 621 (1988) und unter Hinweis auf einen Bericht des Generalsekretärs über die Lage in der Westsahara billigte der Rat die Empfehlungen des Generalsekretärs zur Lösung des Problems.
Obwohl erst mit der Resolution 690 (1991) festgelegt, betraf das Abkommen aus der Resolution 658 einen Plan, wonach die Vereinten Nationen einen Waffenstillstand zwischen Marokko und der Polisario-Front überwachen und ein Referendum durchführen sollten, bei dem das Volk der Westsahara über die Selbstbestimmung oder die Eingliederung in Marokko entscheiden sollte, das später als Mission der Vereinten Nationen für das Referendum in der Westsahara bekannt wurde. Dies wurde nach dem Abkommen über den Vergleichsplan von 1988 zwischen Marokko und der Polisario-Front vorgeschlagen.
In der Resolution werden beide Parteien aufgefordert, mit dem Generalsekretär und der Organisation für Afrikanischen Einheit bei ihren Bemühungen um eine Lösung in der Westsahara zusammenzuarbeiten, und der Beschluss des Generalsekretärs begrüßt, eine technische Mission in die Westsahara und in die Nachbarländer zu entsenden, um die administrativen Aspekte des Plans der Vereinten Nationen abzuschließen. In diesem Zusammenhang forderte er den Generalsekretär auf, nach Abschluss des Verfahrens Bericht zu erstatten.